# Lista instytutów badawczych i uczelni w Mjanmie
Oto niepełna lista uczelni w Birmie, sklasyfikowanych według stanów i prowincji.
Niemal wszystkie najważniejsze krajowe uniwersytety w Birmie znajdują się w prowincjach Rangun i Mandalaj. Birmański systemu szkolnictwa wyższego jest w całości prowadzony przez państwo. Dodatkowo 150 uczelni jest zarządzanych przez różne ministerstwa. Na przykład Uniwersytet Rangun i Uniwersytet Mandalaj to uczelnie prowadzone przez Ministerstwo Edukacji, a szkoły medyczne prowadzone są przez Ministerstwo Zdrowia. Uniwersytety technologiczne są prowadzone przez Ministerstwo Nauki i Technologii.

## Prowincja Mandalaj
- Computer University, Mandalaj
- Computer University, Meiktila
- Rządowy Instytut Techniczny Kyaukpadaung
- Rządowy Instytut Techniczny Pyinoolwin
- Rządowy Instytut Techniczny Yamethin
- Defence Services Academy
- Defence Services Technological Academy
- Mandalay Regional Co-operative College
- Mandalay Education College
- Mandalay Institute of Nursing
- Nationalities Youth Resource Development Degree College, Mandalaj
- Uniwersytet Kyaukse
- Uniwersytet Technologiczny Mandalaj
- Uniwersytet Mandalaj
- Meiktila Education College
- Meiktila Institute of Economics
- Uniwersytet Meiktila
- Myanmar Aerospace Engineering University

State Pariyatti Sasana University, Mandalaj

- State Pariyatti Sasana University, Mandalaj
- Uniwersytet Technologiczny Kyaukse
- Uniwersytet Technologiczny Mandalaj
- Uniwersytet Technologiczny Meiktila
- University of Computer Studies, Mandalay
- University of Culture, Mandalay
- University of Dental Medicine, Mandalay
- University of Distance Education, Mandalay

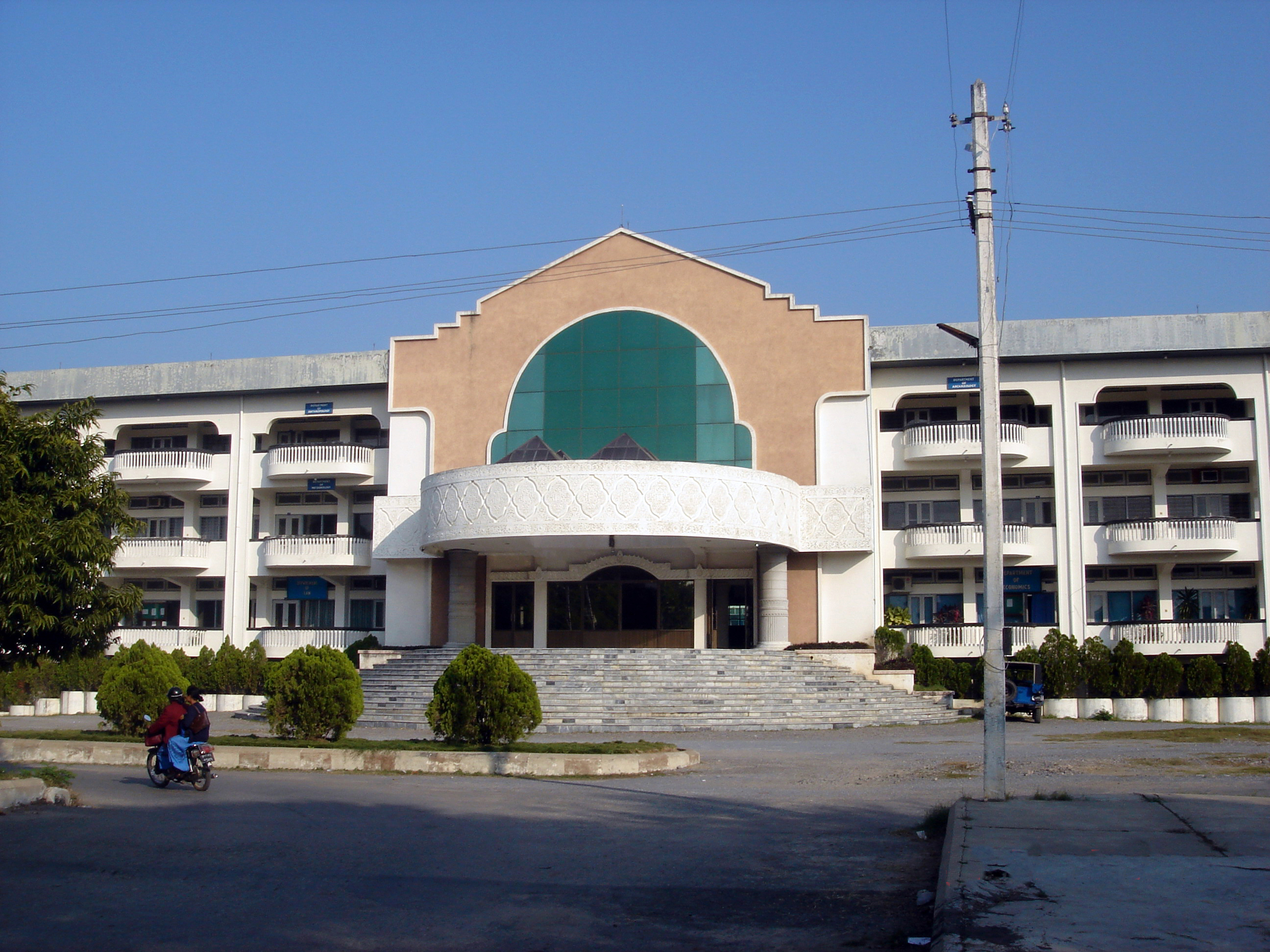
University of Foreign Languages w Mandalaj

- University of Foreign Languages, Mandalay
- University of Forestry, Yezin
- University of Medical Technology, Mandalay
- University of Medicine, Mandalay
- University of Paramedical Science, Mandalay
- University of Pharmacy, Mandalay
- University of Traditional Medicine, Mandalay
- University of Veterinary Science, Yezin
- Uniwersytet Yadanabon
- Uniwersytet Yezin Agricultural
- Uniwersytet Technologiczny Yatanarpon Cyber City

## Prowincja Rangun
- Uniwersytet Rangun

Uniwersytet Rangun

- Central Co-operative College, Phaunggyi
- Dagon University
- Defence Services Medical Academy
- Defence Services Institute of Nursing and Paramedical Science
- Hlegu Education College

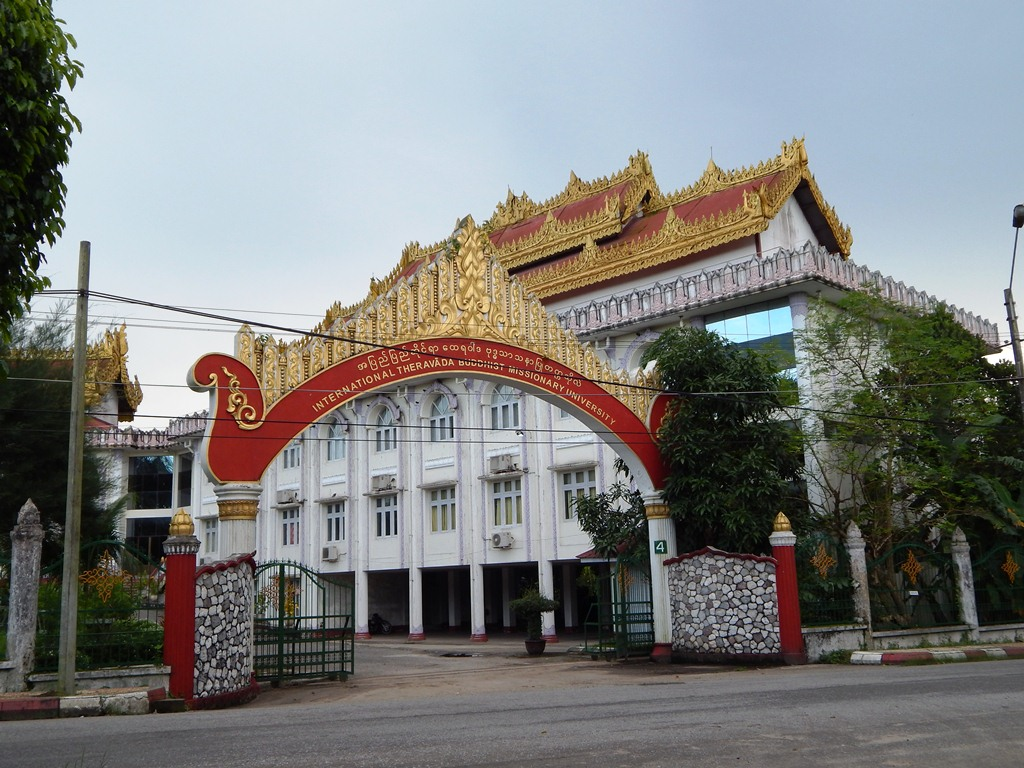
International Theravada Buddhist Missionary University

- International Theravada Buddhist Missionary University
- Karen Baptist Theological Seminary
- Myanmar Institute of Theology
- Myanmar Maritime University
- National Management University of Myanmar
- Nationalities Youth Resource Development Degree College, Rangun
- State Pariyatti Sasana University, Rangun
- Thingangyun Education College
- University of Computer Studies, Rangun
- University of Culture, Rangun
- University of Dental Medicine, Rangun
- University of Distance Education, Rangun
- University of East Rangun
- University of Foreign Languages, Rangun
- University of Medical Technology, Rangun
- University of Medicine 1, Rangun
- University of Medicine 2, Rangun
- University of Paramedical Science, Rangun
- University of Pharmacy, Rangun
- University of Public Health, Rangun
- University of West Rangun
- Uniwersytet Technologiczny Hmawbi
- Uniwersytet Technologiczny Thanlyin
- Uniwersytet Technologiczny Zachodniego Rangunu
- Rangun Institute of Economics
- Rangun Institute of Education
- Rangun Institute of Nursing
- Rangun Technological University
- Rangun Institute of Marine Technology
- Yankin Education College

## Prowincja Magwe
- Computer University, Magwe
- Computer University, Pakokku
- Rządowe Kolegium Techniczne Myingyan
- Rządowy Instytut Techniczny Chauk
- Rządowy Instytut Techniczny Yenangyaung
- Magwe Education College
- Uniwersytet Magwe
- Pakokku Education College
- Uniwersytet Pakokku
- Uniwersytet Technologiczny Magwe

University of Community Health, Magwe

- University of Community Health, Magwe
- University of Medicine, Magwe
- Yenangyaung Degree College

## Prowincja Pegu
- Bago Degree College
- Computer University, Pyain
- Computer University, Taungngu
- Pyain Education College
- Pyain Technological University
- Uniwersytet Pyain
- Taungngu Educational College
- Uniwersytet Taungngu
- Uniwersytet Technologiczny Taungngu
- Paku Divinity School

## Stan Czin
- Chin Christian College
- Union Theological College
- Zomi Theological College
- Uniwersytet Technologiczny Kalay
- Uniwersytet Kalay
- Computer University, Kalay
- McNeilus  Maranatha Christian College

## Stan Kaczin
- Uniwersytet Bhamo
- Computer University, Bhamo
- Computer University, Myitkyina
- Government Technical College, Mohnyin
- Kachin Theological College
- Mohnyin Degree College
- Myitkyina Education College
- Myitkyina University
- Uniwersytet Technologiczny Bhamo
- Uniwersytet Technologiczny Myitkyina

## Prowincja Irawadi
- Bogalay Education College
- Computer University, Hinthada
- Computer University, Maubin
- Computer University, Basejn
- Rządowy Instytut Techniczny Wakema
- Hinthada University
- Maubin University
- Myaungmya Education College
- Pathein Education College
- Pathein University
- Uniwersytet Technologiczny Hinthada
- Uniwersytet Technologiczny Maubin
- Uniwersytet Technologiczny Basejn
- Myanmar Union Adventist Seminary, Myaungmya

## Prowincja Sikong
- Computer University
- Rządowe Kolegium Techniczne Shwebo
- Rządowe Kolegium Techniczne Sikong
- Munywa Education College
- Munywa Institute of Economics
- Uniwersytet Munywa
- Shwebo Degree College
- Sikong Institute of Education
- Sikong Regional Co-operative College
- Uniwersytet Technologiczny Munywa
- University for Development of National Races
- Uniwersytet Technologiczny Pakokku

## Stan Szan
- Computer University, Lashio
- Computer University, Panglong
- Computer University, Taunggyi
- Computer University, Kyaingtong
- Uniwersytet Kyaingtong
- Uniwersytet Lashio
- Uniwersytet Panglong
- Taunggyi Education College
- Uniwersytet Taunggyi
- Uniwersytet Technologiczny Kyaingtong
- Uniwersytet Technologiczny Lashio
- Uniwersytet Technologiczny Taunggyi
- Uniwersytet Technologiczny Panglong

## Stan Mon
- Kolegium Mulmejn
- Instytut Edukacji Mulmejn
- Uniwersytet Mulmejn
- Uniwersytet Technologiczny Mulmejn

## Stan Rakhine
- Computer University, Sittwe
- Rządowy Instytut Techniczny Thandwe
- Kyaukphyu Education College
- Uniwersytet Sittwe
- Uniwersytet Technologiczny Sittwe

## Prowincja Taninthayi
- Computer University, Dawei
- Computer University, Myeik
- Dawei Education College
- Uniwersytet Dawei
- Uniwersytet Myeik
- Uniwersytet Technologiczny Dawei
- Uniwersytet Technologiczny Myeik

## Stan Karen
- Computer University, Ba-an
- Ba-an Education College
- Ba-an University
- Uniwersytet Technologiczny Ba-an

## Stan Kaja
- Computer University, Lwaingkaw
- Uniwersytet w Lwaingkaw
- Uniwersytet Technologiczny Lwaingkaw